# Kiritimatiellota
Phylum
Synonymes
- Kiritimatiellaeota Spring et al. 2016

Les Kiritimatiellota sont un phylum du règne des Pseudomonadati au sein du domaine Bacteria. Son nom provient de Kiritimatiella qui est le genre type de ce phylum.

## Taxonomie
Ce phylum est proposé en 2016 par S. Spring et al. pour recevoir l'espèce Kiritimatiella glycovorans isolée d'un tapis de cyanobactéries dans la zone anoxique d'un lac hypersalin de l'atoll de Kiritimati. Il est validé cinq ans plus tard par une publication de A. Oren et G.M. Garrity dans l'IJSEM.

## Liste de classes
Selon la LPSN (4 mais 2025) ce phylum ne contient que deux classes publiées de manière valide :
- Kiritimatiellia Spring et al. 2022
- Tichowtungiia Mu et al. 2020